# 苏津
苏津，元朝官员，滕州人。
兄长苏润，金末起兵。官至怀远大将军，滕州太守。蒙古大将孛鲁攻滕州，苏润巡城中流矢而死。城降。苏津当时担任杞县县丞，弃官而归。东平总管石天禄是苏津同乡，招他为沛县兵马都总领兼分治县令。苏津安辑流亡，沛县人感念他。升任武显将军，左监军，同知滕州。中统三年，李璮据济南叛蒙，南宋派遣夏贵攻陷蕲州、宿州等城。苏津跟随张禧赴援。所至号令严明，阿术鲁为他表功，擢升为定远大将军，左副元帅兼睢州知州，在官任上去世。